# Sadi (krater)
Sadi är en nedslagskrater på planeten Merkurius, med en diameter på ungefär 6 kilometer.
1976 uppkallades kratern efter den persiske poeten Shaikh Sa'di.